# Makhzen
O termo Makhzen ou Majzen é uma designação coloquial e tradicional em Marrocos para o Estado e as instituições da monarquia marroquina, como a justiça, administração, forças armadas, polícias, bombeiros, etc.). Antes da independência, Makhzen era a designação oficial do governo do sultão de Marrocos, que era então um protetorado francês. O termo também foi usado na Tunísia durante o período colonial francês e quando era uma província autónoma otomana.
O Makhzen era o conjunto de instituições governamentais dependentes da monarquia, distinguindo-se os seguintes makhzens particulares: makhzen de polícia, de guerra, de proteção, administrativo e de intervenção. Todos os agentes que pertenciam ao Makhzen (no fundo, os funcionários públicos não ligados à administração colonial francesa) eram chamados de Mokhazni. Numa outra perspectiva, o Makhzen designava a elite que estava mais próxima do poder monárquico, constituída por nobres, empresários, latifundiários, líderes tribais, militares de patentes superiores, chefes de serviços de segurança e outros membros bem relacionados do establishment.

## Etimologia
A palavra árabe makhzen (de kazana, "armazenar") significa o mesmo que a palavra portuguesa que nela tem origem: "armazém". O "armazém" a que originalmente o termo se refere era a casa onde os servidores civis do rei ou sultão recebiam os seus salários. Em árabe marroquino, o termo tornou-se sinónimo de uma certa elite. Possivelmente essa conotação é uma metonímia relacionada com impostos, que o governo real (makhzen) cobrava.

## OMakhzenem Marrocos
Depois da independência e da subsequente criação do estado marroquino moderno, com instituições modernas, a instituição tradicional do Makhzen deixou de existir formalmente, passando o termo a designar os aspetos mais tradicionalistas e antiquados, com traços de feudalismo, do funcionamento do estado de Marrocos, que contrastam e por vezes se opoem, de forma mais velada ou mais aberta, à democracia formal das instituições marroquinas.
Atualmente, o termo Mokhazni é empregue para designar os membros das "Forças Auxiliares", um corpo paramilitar polivalente que depende do Ministério do Interior. O termo relacionado e semelhante, mujazni designava a polícia do sultão e está na origem da designação informal, por vezes com conotações menos respeitosas a polícia:  mujazniyya, pronunciado mjazniyya coloquialmente.
Desde as manifestações de 2011, que constituíram uma espécie versão marroquina da Primavera Árabe, o termo Makhzen passou a ser usado para designar os processos e sistemas arcaicos e tradicionais do sistema político e da monarquia, de que fazem parte, entre outros o poder de decisão dos conselheiros do rei e dos altos funcionários nomeados por este.